# Прыжки в воду на летней Универсиаде 2015
Соревнования по прыжкам в воду на летней Универсиаде 2015 в Кванджу прошли с 3 по 9 июля 2015 года. В них разыграно 13 комплектов наград. В соревнованиях приняли участие 86 спортсменов.

## Медалисты

### Мужчины
| Дисциплина                   | Золото                                      | Серебро                                 | Бронза                                  |
| ---------------------------- | ------------------------------------------- | --------------------------------------- | --------------------------------------- |
| Трамплин, 1 метр             | Пэн Цзяньфэн Китай                          | Чжан Ксингао                            | Бриадэм Эррера                          |
| Трамплин, 3 метра            | Пэн Цзяньфэн Китай                          | Евгений Новосёлов Россия                | Даниэль Ислас Мексика                   |
| Синхронный трамплин, 3 метра | Россия Евгений Новосёлов Вячеслав Новосёлов | Китай Ли Янань Чжун Юймин               | Республика Корея Ким Джин Юн Сон Тэ Лан |
| Вышка, 10 метров             | Китай Ван Яо                                | Россия Игорь Мялин                      | Китай Ван Аньци                         |
| Синхронная вышка, 10 метров  | Китай Ван Аньци Ван Яо                      | Республика Корея Ким Джин Юн Ким Ён Нам | Россия Егор Гальперин Игорь Мялин       |
| Командный зачёт              | Китай                                       | Россия                                  | Республика Корея                        |

### Женщины
| Дисциплина                   | Золото                                | Серебро                              | Бронза                          |
| ---------------------------- | ------------------------------------- | ------------------------------------ | ------------------------------- |
| Трамплин, 1 метр             | Чжэн Шуансюэ Китай                    | Ким На Ми Республика Корея           | Сунь Мэнчэнь Китай              |
| Трамплин, 3 метра            | Чжэн Шуансюэ Китай                    | Лю Тянь Китай                        | Ким На Ми Республика Корея      |
| Синхронный трамплин, 3 метра | Китай Ку Линь Сун Менгчен             | Республика Корея Ко Ын Джи Мун На Юн | США Хэли Аллен Оливия Розендаль |
| Вышка, 10 метров             | Ван Ин Китай                          | Ван Хань Китай                       | Май Накагава Япония             |
| Синхронная вышка, 10 метров  | Канада Кэрол-Энн Уор Селина Джейн Тот | Республика Корея Ко Ын Джи Мун На Юн | Китай Ван Хань Ван Ин           |
| Командный зачёт              | Китай                                 | Республика Корея                     | Россия                          |

### Смешанная дисциплина
| Дисциплина        | Золото | Серебро          | Бронза |
| ----------------- | ------ | ---------------- | ------ |
| Смешанные команды | Россия | Республика Корея | Канада |